# Laetmatophilus tuberculatus
Laetmatophilus tuberculatus är en kräftdjursart som beskrevs av Arvid Sture Bruzelius 1859. Laetmatophilus tuberculatus ingår i släktet Laetmatophilus och familjen Podoceridae. Arten är reproducerande i Sverige. Inga underarter finns listade i Catalogue of Life.